# Douglas DC-6
El Douglas DC-6 es un avión comercial y de transporte propulsado por motores de pistones fabricado por Douglas Aircraft Company entre 1946 y 1959. Ideado a finales de la Segunda Guerra Mundial como transporte militar, una vez terminada la contienda fue rediseñado para poder competir con el Lockheed Constellation en las rutas de transporte de largo alcance. Se construyeron más de 700 unidades, algunas de las cuales aún realizan servicios de carga, militares o contraincendios.
El DC-6 recibió la denominación de C-118 Liftmaster en la Fuerza Aérea de los Estados Unidos, así como la de R6D en la Armada.

## Diseño y desarrollo
Las USAAF encargaron el proyecto del DC-6 como el XC-112 en 1944. La Fuerza Aérea quería una versión presurizada, mayor y con motores mejorados del popular transporte C-54 Skymaster. El primero en volar con la designación XC-112A, lo hizo el 15 de febrero de 1946. Por supuesto que ya era demasiado tarde para participar en la guerra, de modo que el nuevo modelo pasó a prestar servicio en las líneas aéreas civiles, siendo identificado por las compañías como DC-6.
Douglas convirtió entonces su prototipo en un transporte civil (redenominado YC-112A y con diferencias significativas respecto a los subsiguientes DC-6), entregando la primera unidad DC-6 en marzo de 1947. Sin embargo, una serie de misteriosos incendios a bordo (alguno de ellos con trágico resultado) terminó con la flota de DC-6 a finales de año. Posteriormente se localizó el problema en un respiradero de combustible adyacente a la entrada de aire de la refrigeración de cabina. Todos los DC-6 en servicio fueron modificados para corregir el problema, de manera que, una vez solucionado, toda la flota regresó al aire apenas unos meses después de su retirada.
La Pan Am utilizó aviones DC-6 en la inauguración en 1952 de sus primeros vuelos transatlánticos con clase turista.
El 1 de noviembre de 1955, una bomba de relojería explosionó a bordo de un DC-6 que realizaba el vuelo 629 de United Airlines, matando a 44 personas, mientras sobrevolaban Longmont, Colorado. 
El Mando Estratégico del Aire de la USAF mantuvo varios C-118 Liftmaster en servicio entre 1957 y 1975.
Douglas diseñó cuatro variantes básicas del DC-6; por una parte el "DC-6 básico" y por otra versiones de mayor alcance y peso bruto: el DC-6A tenía una gran escotilla de carga, mientras que el DC-6B fue diseñado para el transporte de pasajeros, y el DC-6C fue creado como un avión convertible mixto carga-pasaje. La versión militar, muy parecida al DC-6A, era el C-118. El DC-6B, propulsado por motores Pratt & Whitney R-2800-CB-17 Doble Wasp de 2500 hp, con hélices reversibles Hamilton Standard 43E60 de velocidad constante, fue considerado, con diferencia, el mejor avión con motores de pistones en cuanto a suavidad de manejo, fiabilidad, economía y pilotaje.
Los militares vieron sus intereses renovados en el DC-6 durante la guerra de Corea, encargando algunos aparatos que después pasarían al servicio civil. El primer avión presidencial del presidente Harry Truman fue el vigésimo noveno DC-6, acondicionado con un interior VIP, denominado VC-118 The Independence; llevaba una cabina para 24 pasajeros o literas para 12 personas y un despacho.
Muchos de los viejos DC-6 fueron reemplazados por su sucesor el Douglas DC-7, mientras que aquellos que sobrevivieron durante la etapa de la aviación a reacción, fueron sustituidos por Boeing 707 y Douglas DC-8.

## Variantes

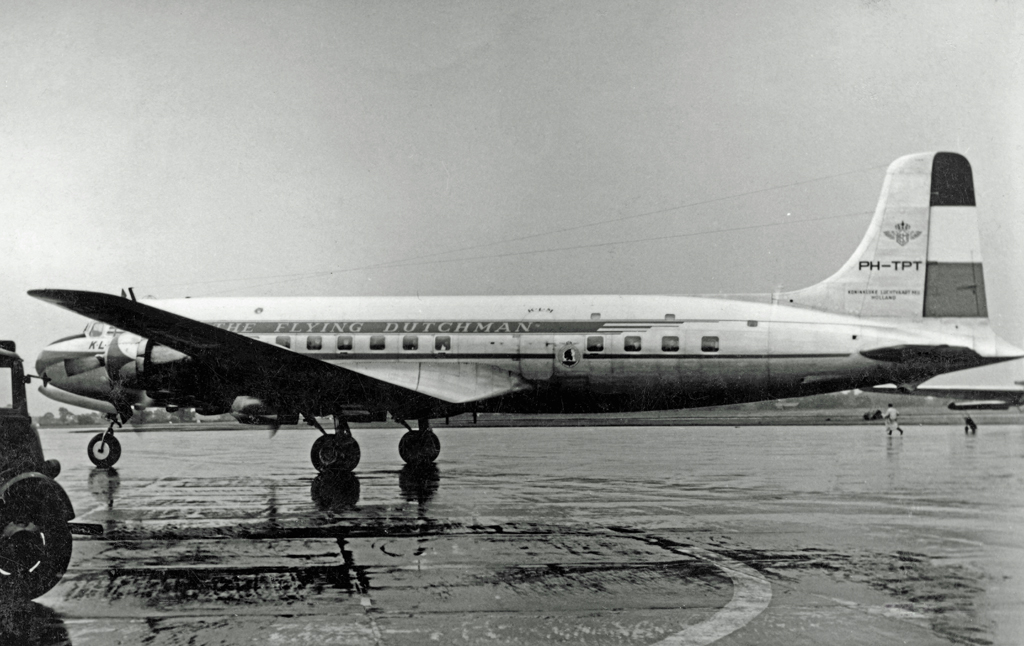
DC-6 de KLM en el Aeropuerto de Mánchester en 1953.

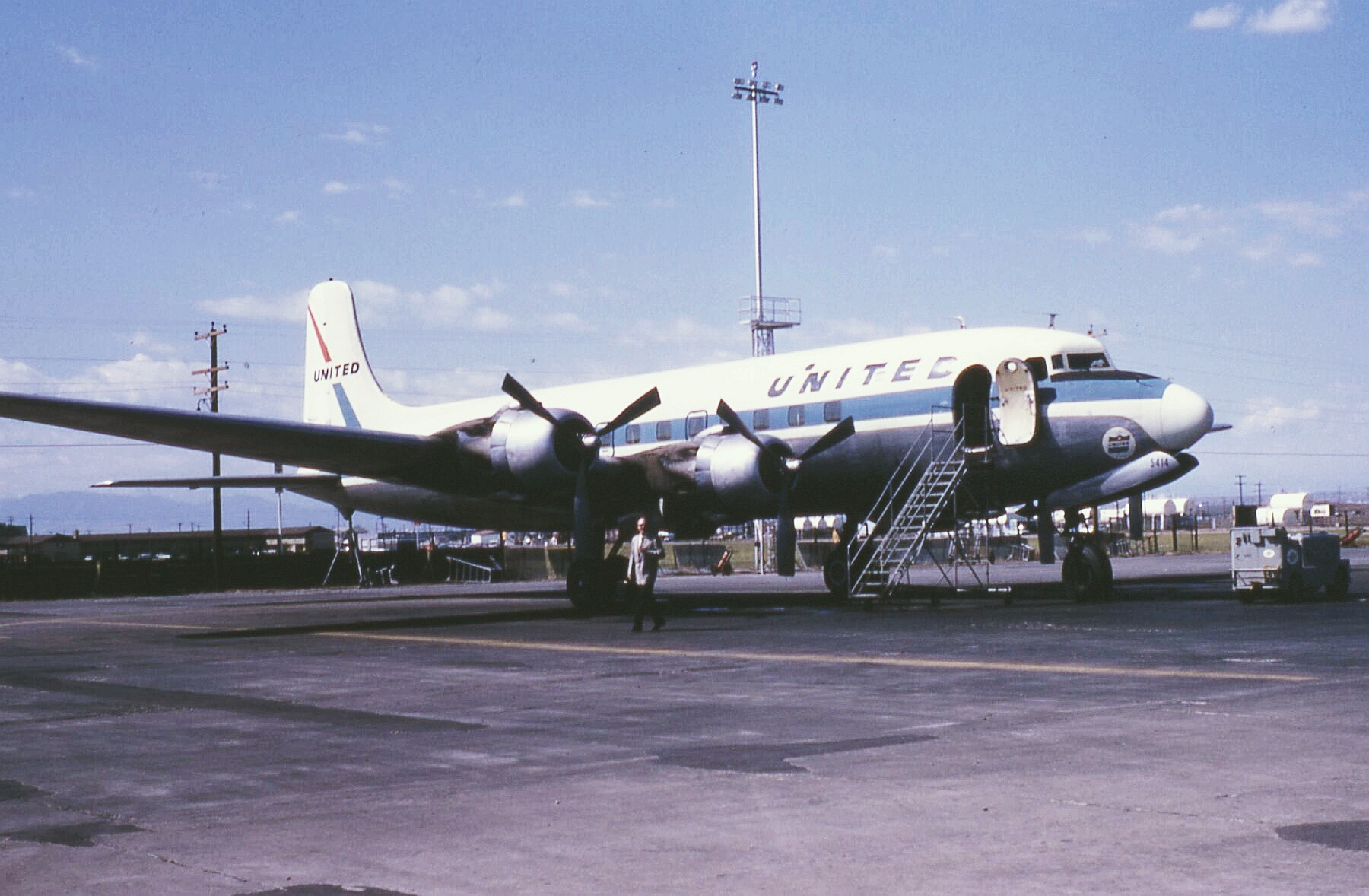
DC-6 de UAL en el Aeropuerto Stapleton, Denver, en septiembre de 1966.

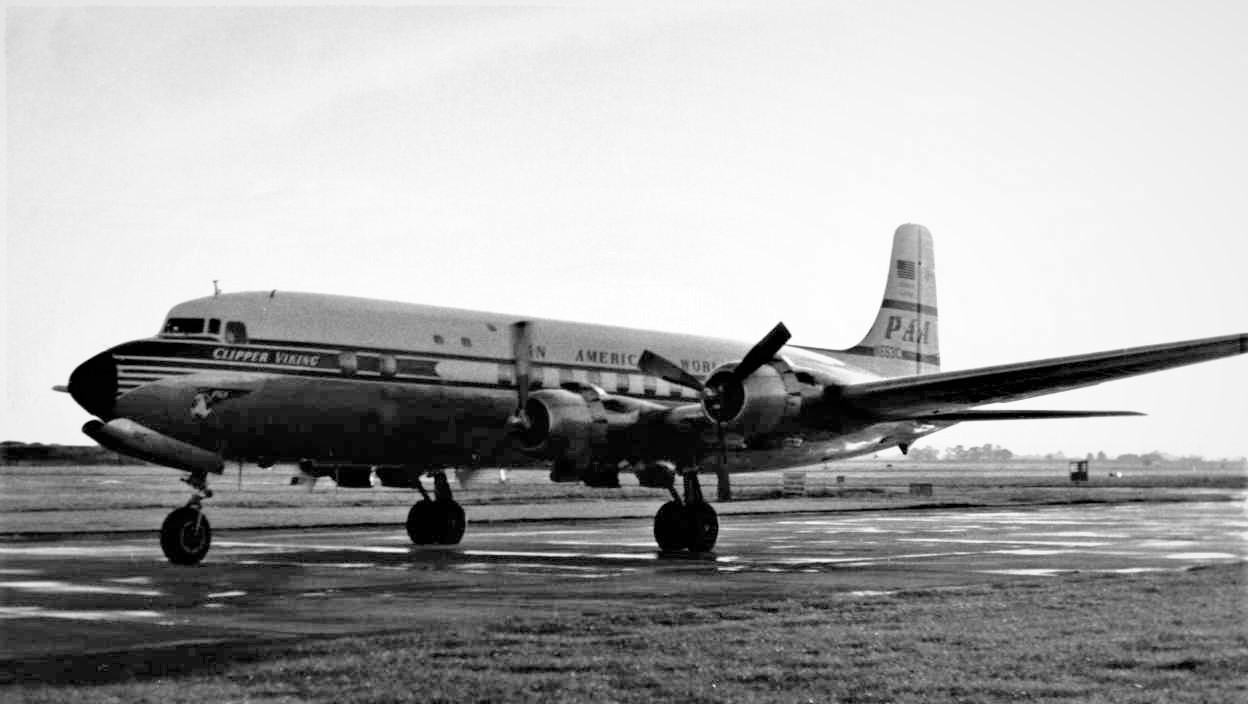
DC-6B de Pan Am en Heathrow en septiembre de 1954, en un vuelo turista trasatlántico.

XC-112A
Designación militar estadounidense de una versión mejorada del C-54 (DC-4); se convirtió en el prototipo del DC-6. Finalmente designado YC-112A, presurizado, motores P&W R-2800-83AM3.
DC-6
Variante de producción inicial en dos versiones:
DC-6-1156
Variante doméstica de 53-68 asientos con motores R-2800-CA15 de 2400 hp.
DC-6-1159
Variante transoceánica de 48-64 asientos con tripulación extra, capacidad de combustible incrementada a 17 870 l, peso al despegue incrementado a 44 100 kg y motores R-2800-CB16.
DC-6A
Variante de carga; fuselaje ligeramente más largo que el del DC-6; equipado con puerta de carga; algunos retuvieron las ventanas de la cabina, otros las eliminaron. Llamado originalmente Liftmaster, como los modelos de la USAF. La puerta trasera de carga se hizo estándar con un elevador de 1800 kg y un Jeep. El Jeep era un reclamo publicitario y poco después fue abandonado.
DC-6B
Variante solo de pasajeros del DC-6A, sin puerta de carga.
DC-6B-1198A
Variante doméstica de 60-89 asientos con motores R-2800-CB16 2400 hp.
DC-6B-1225A
Variante transoceánica de 42-89 asientos con capacidad de combustible incrementada a 20 870 l, peso al despegue incrementado a 49 000 kg y motores R-2800-CB17 de 2500 hp.
DC-6B-ST
Conversión de carga con cola basculante del DC-6B realizada por Sabena. Dos convertidos, solo uno vuela todavía con Buffalo Airways.
DC-6C
Variante convertible de carga/pasajeros.
VC-118
Designación militar estadounidense para un DC-6 comprado como transporte presidencial con un interior especial de 25 asientos y 12 literas.
C-118A
Designación de los DC-6A para la Fuerza Aérea de los Estados Unidos, 101 construidos.
VC-118A
C-118A convertidos en transportes de personal.
C-118B
Redesignación de los R6D-1.
VC-118B
Redesignación de los R6D-1Z.
R6D-1
Designación de la Armada de los Estados Unidos para los DC-6A, 65 construidos.
R6D-1Z
Cuatro R6D-1 convertidos en transportes de personal.

## Operadores

### Civiles
Argentina
- Aerolíneas Argentinas
- F.A.M.A.
- Austral Líneas Aéreas
- ALA
- Ini Aerolíneas

 Brasil
- Lóide Aéreo Nacional
- Panair do Brasil
- Real Transportes Aéreos

 Costa Rica
- Líneas Aéreas Costarricenses S.A. (LACSA)

 Chile
- LAN Chile
- Ladeco
- Solastral
- LASA

 Chipre
- Cyprus Airways

 Ecuador
- Ecuatoriana
- Tame

 Estados Unidos
- Everts Air Fuel
- Everts Air Cargo

 Grecia
- Olympic Airways

 México
- Mexicana
- Aeroméxico

 Nueva Zelanda
- TEAL

 Países Bajos
- KLM

 Perú
- Faucett

 Reino Unido
- Air Atlantique

 Venezuela
- Avensa

### Militares
Alemania
 Argentina
 Bélgica
 Bolivia
 Brasil
 Chile
 República de China
 Colombia
 Corea del Sur
 Ecuador
 El Salvador
 Estados Unidos
 Francia
 Guatemala
 Honduras
 Italia
 México
 Nueva Zelanda
 Paraguay
 Perú
 Portugal
 Vietnam del Sur
 Yugoslavia
 Zambia

## Especificaciones (DC-6B)

### Características generales
- Tripulación: 3 (capitán, copiloto e ingeniero de vuelo, más asistentes de vuelo según el número de pasajeros)
- Capacidad: De 54 a 102 pasajeros
- Longitud: 32,2 m (105,6 ft)
- Envergadura: 35,8 m (117,5 ft)
- Altura: 8,7 m (28,4 ft)
- Superficie alar: 135,9 m² (1462,9 ft²)
- Peso vacío: 25 110 kg (55 342,4 lb)
- Peso máximo al despegue: 48 500 kg (106 894 lb)
- Planta motriz: 4× motor radial de 18 cilindros en doble fila refrigerado por aire Pratt & Whitney R-2800-CB-17.
  - Potencia: 1800 kW (2482 HP; 2448 CV) cada uno.
- Hélices: 1× Hamilton Standard 43E60 Hydromatic con reversa por motor.

### Rendimiento
- Velocidad crucero (Vc): 507 km/h (315 MPH; 274 kt)
- Alcance: 4840 km (3010 millas) (DC-6B-1198A); 7600 km (4104 millas) (DC-6B-1225A)
- Techo de vuelo: 7600 m (24 934 ft)
- Régimen de ascenso: 5,4 m/s (1071 ft/min)

## Aeronaves relacionadas

### Desarrollos relacionados
- Canadair North Star
- Douglas DC-4
- Douglas DC-7

### Aeronaves similares
- Lockheed Constellation
- Lockheed L-049 Constellation
- Lockheed L-1049 Super Constellation
- Lockheed L-1649A Starliner
- Boeing 377
- Handley Page Hermes

### Secuencias de designación
- Aviones comerciales de Douglas Aircraft Company: Dolphin - DC-1 - DC-2 - DC-3 - DC-4 - DC-4E - DC-5 - DC-6 - DC-7 - DC-8 - DC-9 - DC-10
- Secuencia C-_ (Aviones de Carga del USAAC/USAAF/USAF, 1924-1962): ← C-109 - C-110 - C-111 - C-112 - C-113 - C-114 - C-115 - C-116 - C-117 - C-118 - C-119 - C-120 - C-121/F →
- Secuencia R_D (Aviones de Transporte de la Armada estadounidense, 1931-1962 (Douglas, 1922-1962)): ← R3D - R4D - R5D - R6D